# فرقة المشاة الأولى (الولايات المتحدة)
فرقة المشاة الأولى هي فرقة أسلحة مشتركة تابعة لجيش الولايات المتحدة، وهي أقدم فرقة عسكرية تخدم باستمرار في الجيش النظامي.  شهدت خدمة مستمرة منذ تنظيمها في عام 1917 خلال الحرب العالمية الأولى. كان تلقب الفرقة  رسميا بالأحمر الكبير  يختصر "BRO"[2]) يوجد مقرها حاليا في قاعدة فورت رايلي العسكرية في ولاية كانساس المريكية.